# Lepidium horstii
Lepidium horstii är en korsblommig växtart som beskrevs av Friedrich Federico Richard Adelbert Adelbart Johow och Carl Skottsberg. Lepidium horstii ingår i släktet krassingar, och familjen korsblommiga växter. Inga underarter finns listade i Catalogue of Life.